# Condé-lès-Autry
 Condé-lès-Autry  es una población y comuna francesa, en la región de Champaña-Ardenas, departamento de Ardenas, en el distrito de Vouziers y cantón de Monthois.
Está integrada en la Communauté de communes de l'Argonne Ardennaise.

## Demografía
| 278 | 337 | 345 | 339 | 406 | 395 | 426 | 443 | lac. | lac. | 365 | 363 | 365 | 371 | 351 | 324 | 328 | 326 | 310 | 296 | 144 | 168 | 163 | 155 | 161 | 164 | 153 | 106 | 98 | 72 | 68 | 84 | 74 |
| Para los censos de 1962 a 1999 la población legal corresponde a la población sin duplicidades (Fuente: INSEE [Consultar]) |     |     |     |     |     |     |     |      |      |     |     |     |     |     |     |     |     |     |     |     |     |     |     |     |     |     |     |    |    |    |    |    |